# Verkiezingen voor het Europees Parlement 2014/Kandidatenlijst/SP

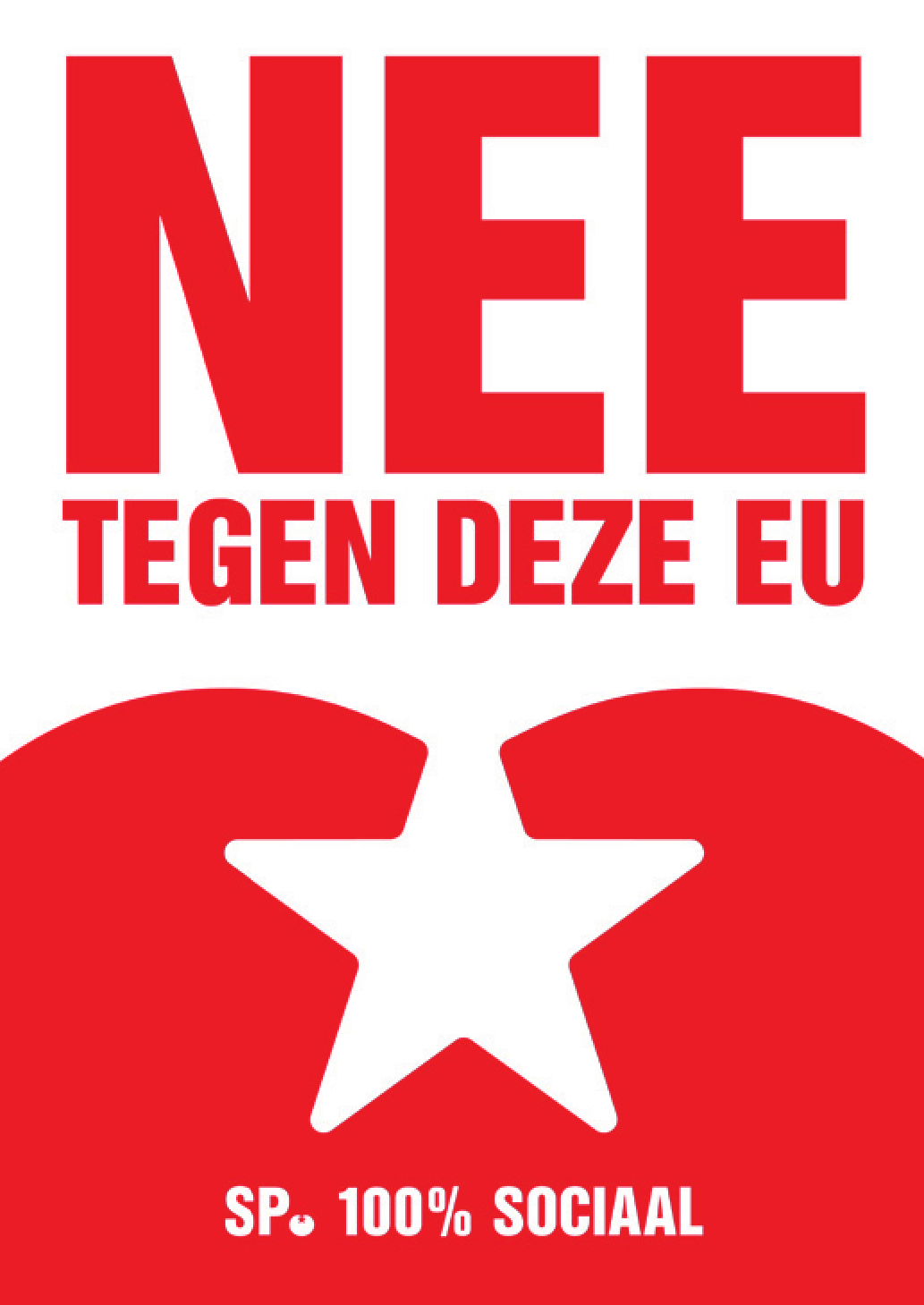
Campagneposter

De kandidatenlijst voor de Europese Parlementsverkiezingen 2014 van de SP (Socialistische Partij) (lijstnummer 7) is na controle door de Kiesraad als volgt vastgesteld:
1. De Jong C.D. (Dennis) (m), Rotterdam
2. Smaling E.M.A. (Eric) (m), Weesp
3. Mineur A.M.C. (Anne-Marie) (v), De Bilt
4. Wesselius E.C. (Erik) (m), Utrecht
5. Jongerius N.A. (Niels) (m), Amsterdam
6. Köhler F. (Frank) (m), Amsterdam
7. Feenstra F. (Fenna) (v), Sneek
8. Van Steenderen A. (Alexander) (m), Schiedam
9. Molica M.G. (Gabriella) (v), Koog aan de Zaan
10. Schaap T.C. (Dick) (m), Beugen
11. Van Tilborg R. (Roland) (m), Tholen
12. De Jong R. (Rick) (m), Eemnes
13. Yahyaoui J. (Jamila) (v), Utrecht
14. Verschuren P.W.G. (Peter) (m), Groningen
15. Van der Horst J.B. (Jos) (m), Drachten
16. Dekker-van het Hof A. (Alie) (v), Assen
17. Ten Heuw M.A. (Mariska) (v), Hengelo
18. Van Hooft J.W.H. (Hans) (m), Nijmegen
19. Visser P.M.G. (Peter) (m), Schin op Geul
20. El Kaddouri J. (Jamal) (m), Breda
21. Lutfula Y.S. (Younis) (m), Utrecht
22. De Roos-Consemulder B. (Trix) (v), Vlissingen
23. Pahladsingh J. (Jay) (m), Capelle aan den IJssel
24. Meijer E.T.M. (Erik) (m), Rotterdam

CDA-Europese Volkspartij · 
PVV (Partij voor de Vrijheid) ·
P.v.d.A./Europese Sociaaldemocraten ·
VVD ·
Democraten 66 (D66)-ALDE ·
GROENLINKS ·
SP (Socialistische Partij) ·
ChristenUnie-SGP ·
Artikel50 ·
IQ, de Rechten-Plichten-Partij ·
Piratenpartij ·
50PLUS ·
De Groenen ·
Anti EU(ro) Partij ·
Liberaal Democratische Partij ·
JEZUS LEEFT ·
ikkiesvooreerlijk.eu ·
Partij voor de Dieren ·
Aandacht en Eenvoud